# Hôtel de Lastic (Saint-Flour)
L’hôtel de Lastic est un hôtel particulier situé à Saint-Flour, dans le département du Cantal.

## Histoire
Ancien hôtel particulier de la famille de Lastic, l'hôtel s'étend à l'origine de la rue Sorel à la rue du Collège. Il est composé de deux corps de logis, séparés d'une cour intérieur avec chapelle et galerie à balustres du XVIIe siècle.
Ce bâtiment fait l’objet d’une inscription au titre des monuments historiques depuis le 23 juin 1947.

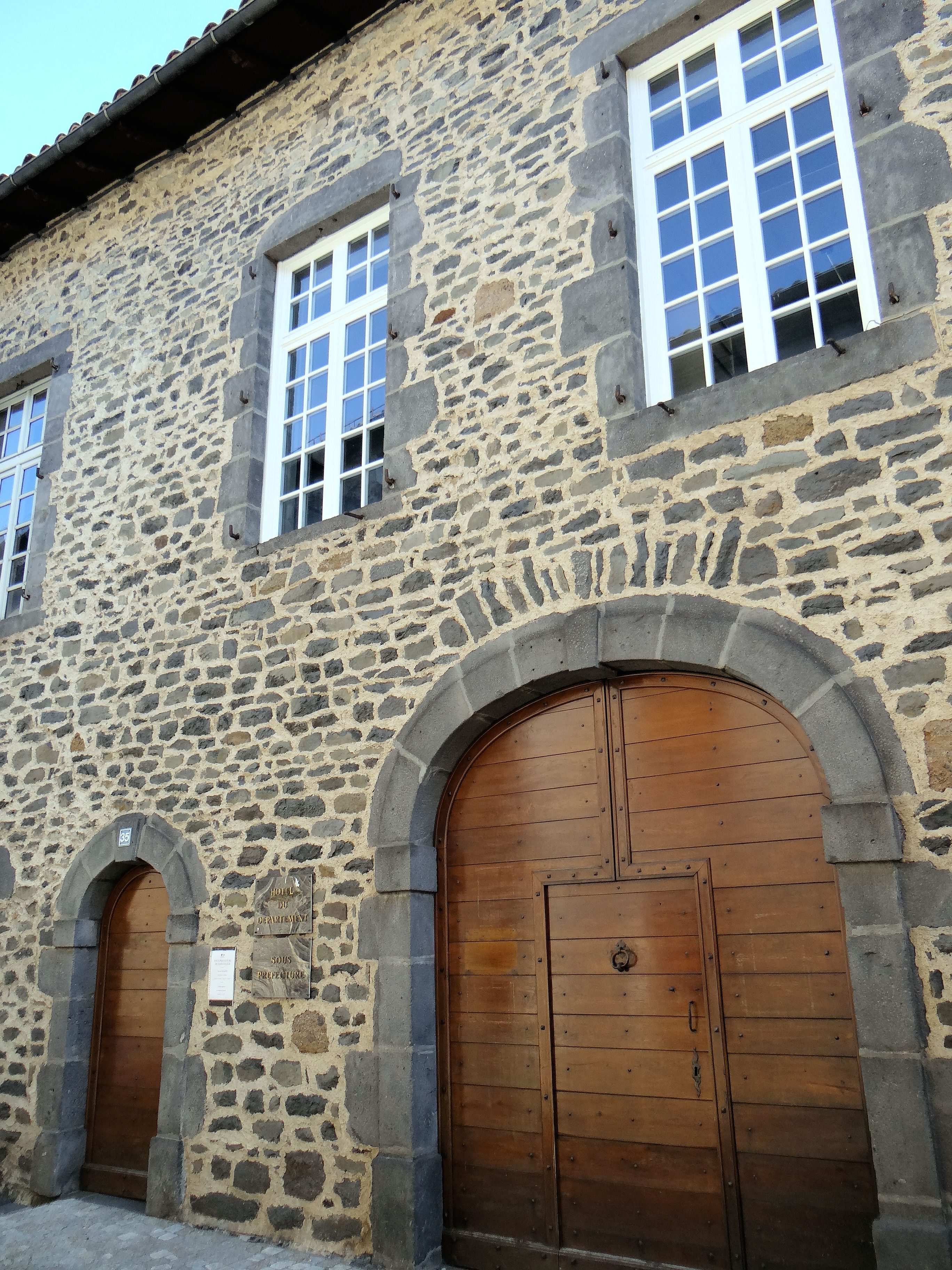
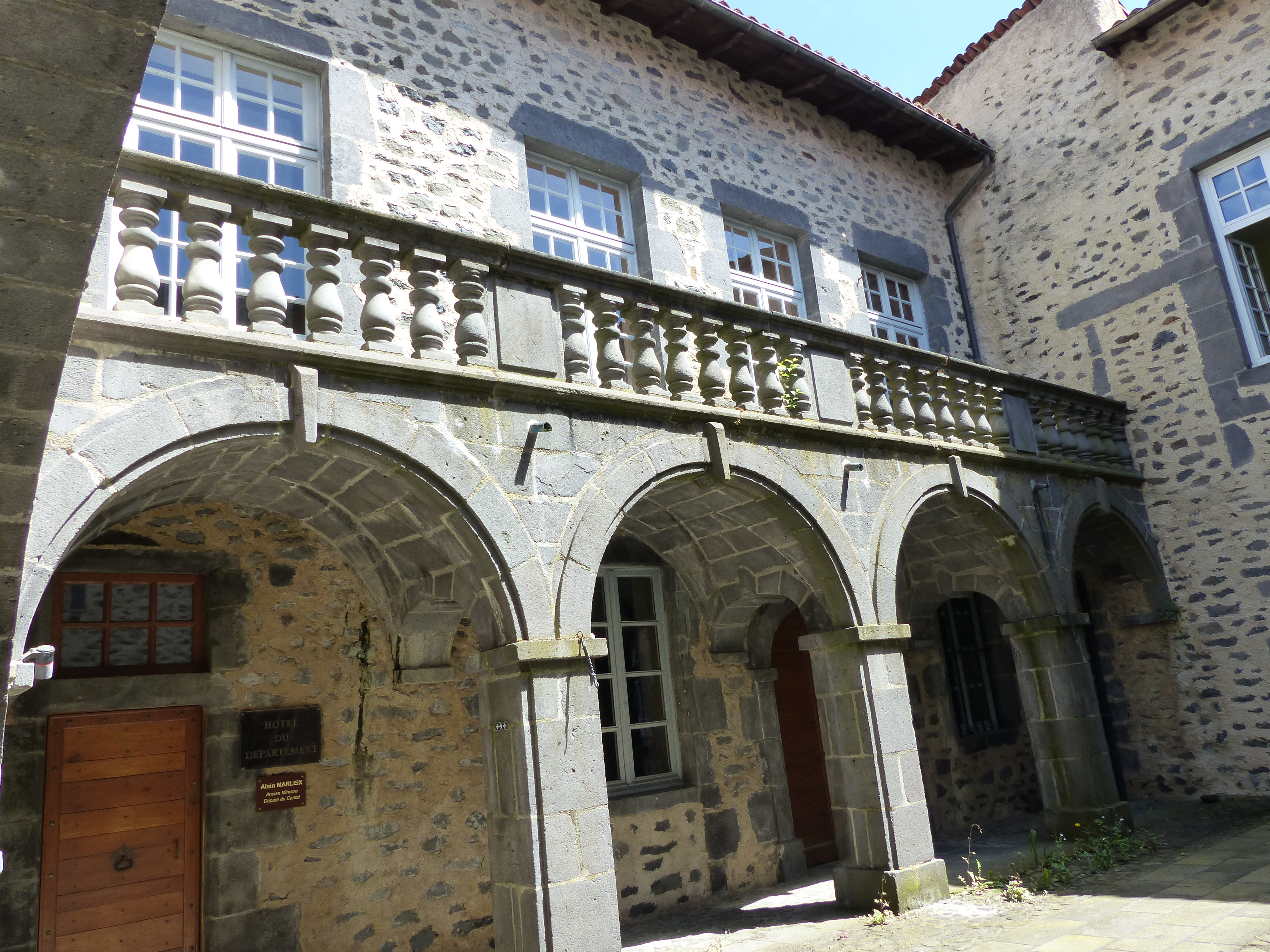
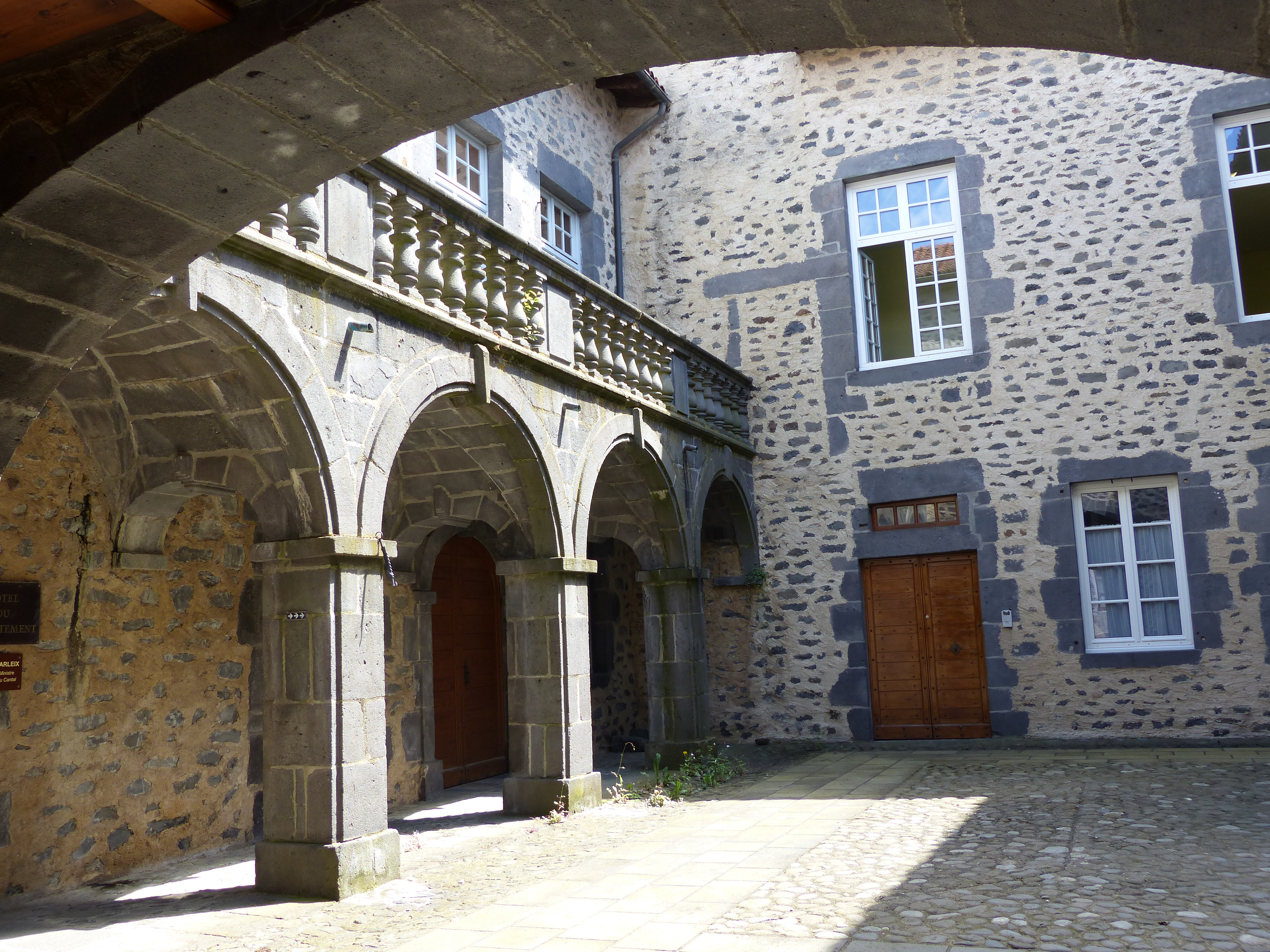
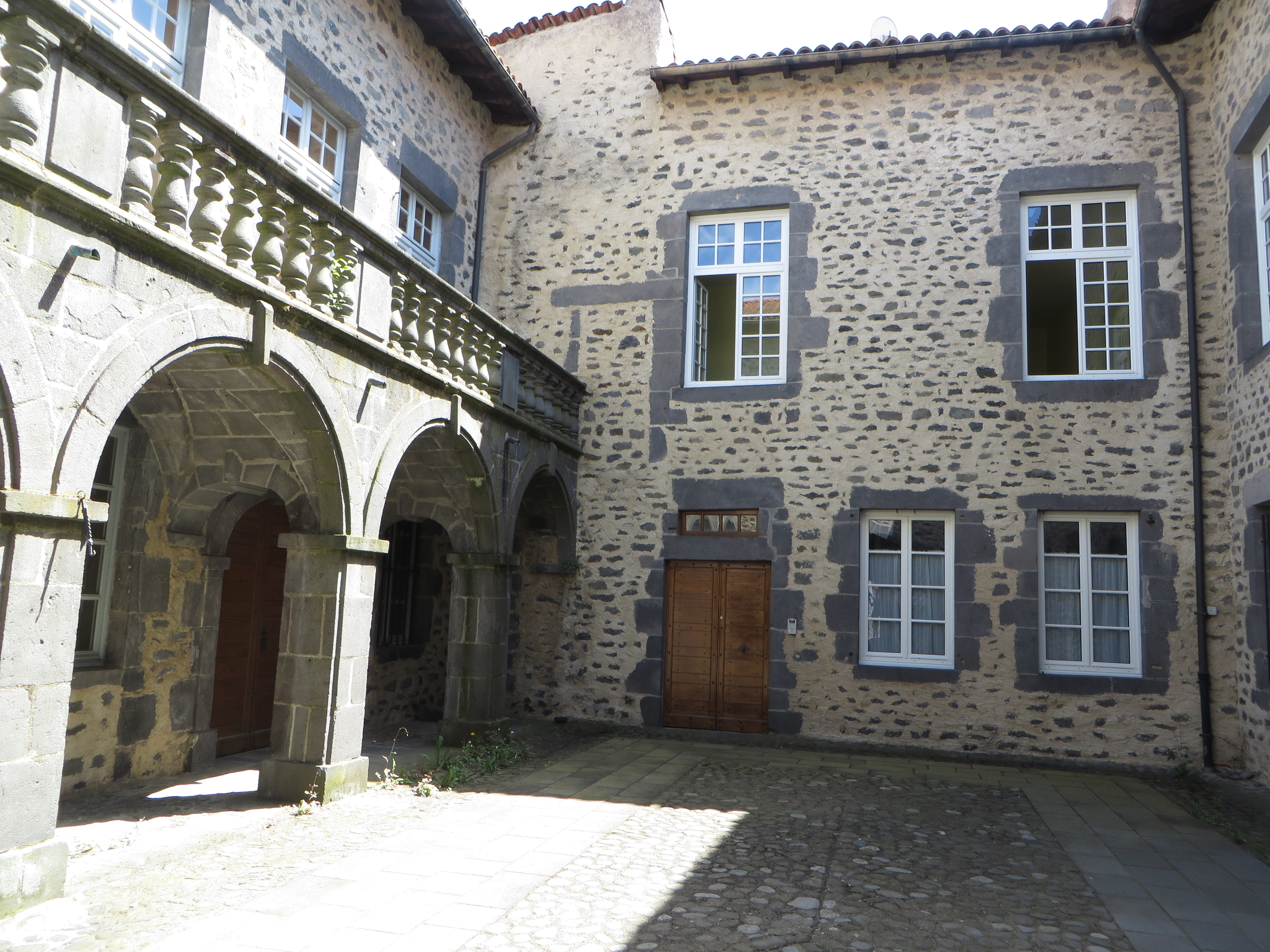